# The Adventures of Puss in Boots
The Adventures of Puss in Boots (As Aventuras do Gato de Botas, no Brasil ou As Aventuras do Gato das Botas, em Portugal) é uma série de desenho animado americana em animação computadorizada criada pelos irmãos Levin para a DreamWorks Animation. Ela é estrelada pelo personagem Gato de Botas da franquia Shrek. A série estreou originalmente na Netflix no dia 16 de janeiro de 2015 a princípio com 5 episódios de 22 minutos. Um total de 26 episódios foram ordenados para irem ao ar na Netflix até o final de 2015 em blocos de 5 episódios. O segundo bloco estreou no dia 8 de maio de 2015. Em Portugal, a série estreou no Biggs no dia 19 de dezembro de 2015, também esteve disponível na Netflix e atualmente na SIC K. Desde dezembro de 2023, que a série também é emitida na TVI, ao início da manhã. No Brasil, esteve na Netflix desde 2015, e também é exibido na TV por assinatura, inicialmente pelo canal Discovery Kids, e atualmente pelo DreamWorks Channel.

## Enredo
Após encontrar a oculta cidade de San Lorenzo e sem querer quebrar o feitiço que a deixava invisível e imune aos ataques dos bandidos que buscam roubar as riquezas do lugar, Gato de Botas passa a atuar como um herói justiceiro passando desde então a proteger a cidade dos bandidos ao lado de seus novos amigos.

## Temporadas
| Temporada | Temporada | Episódios | Exibição Original      | Exibição Original |
| Temporada | Temporada | Episódios | Estreia                |                   |
| --------- | --------- | --------- | ---------------------- | ----------------- |
|           | 1         | 15        | 16 de janeiro de 2015  |                   |
|           | 2         | 11        | 11 de dezembro de 2015 |                   |
|           | 3         | 13        | 15 de julho de 2016    |                   |
|           | 4         | 13        | 16 de dezembro de 2016 |                   |
|           | 5         | 13        | 28 de julho de 2017    |                   |
|           | 6         | 12        | 26 de janeiro de 2018  |                   |

## Personagens
- Gato de Botas - O personagem titular.
- Dulcinea - Uma gata, interesse amoroso do Gato de Botas. Ela é doce e gentil, muito inocente e tímida.
- Artephius - Um velho alquimista que trabalha como cientista louco.
- Prefeito Temeroso - Um homem enorme e covarde que teme os bandidos e vive se escondendo em barris.
- Toby - O líder dos órfãos de San Lorenzo. É um porco enorme que idolatra o Gato.
- Senhora Zapata - A diretora do orfanato de San Lorenzo. Ela não gosta do Gato de Botas e o considera uma má influência.
- Pajuna - Uma vaca que trabalha no bar local em San Lorenzo vendendo leite.
- Vina - A mais velha das crianças órfãs e normalmente a voz da razão.
- Pepinito - O mais selvagem e rebelde das crianças órfãs que é obcecado por comer picles.
- Yasmim - A mais nova das crianças órfãs. Ela é descrita sendo adorável.
- Esfinge - Uma gata alada muito ranzinza e sarcástica. Originalmente guardava um templo onde exigia adivinhações para seus visitantes, depois que se tornou amiga do Gato passou a visitar San Lorenzo ocasionalmente.
- Malvina - Uma Goblin (mais tarde revelado que é uma tulpha) orfã e também ela é a mais recente  dos órfãos.